# Даниловський міст
Даниловський міст — залізничний міст через Москву-ріку. Спочатку називався Олексіївським — на честь спадкоємця престолу цесаревича Олексія. Трипрогінний і найдовший з усіх чотирьох москворецьких мостів Малого кільця Московської залізниці, з русловим отвором в 239 м і береговими прогонами по 62 сажнів. Побудований останнім з них — в 1905–1907 рр. — за проектом інженерів М. А. Белелюбського і М. А. Богуславського, про що повідомляє чавунна меморіальна дошка на одному з берегових биків моста.
Прогонні споруди були виготовлені на Сормовському заводі. Особливістю моста було влаштування пішохідного переходу по центру моста між фермами. Зі східного боку міст був оформлений по кресленню академіка О. Н. Померанцева декоративним порталом з башточками, шпилями, карбованими гербами і бронзовим погруддям спадкоємця Олексія.
За радянських часів був спочатку перейменований в Кожуховський, а потім, в 1990-х, отримав сьогоденну назву — Даниловський, — бо під мостом, крім Москви-річки, опинилася і Новоданилівська набережна, що під час будівництва ще не існувала, а колишній Даниловський міст був замінений Автозаводським мостом. Наразі відокремлює Нагатинську набережну від Новоданилівської.

## Реконструкція
В 1998—1999 рр. міст реконструйований групою компаній «СК МОСТ» за проектами інституту МШС «Гіпротранспуть». Ферми моста були замінені на нові. Заміна прогонів проводилася за допомогою плавзасобів. Під час робіт з реконструкції споруди мостовики провили унікальну операцію — в районі Даниловського моста Москва-ріка дуже вузька, і, щоб підвести центральний 88-метровий прогін до місця монтажу, плавсистему треба було розгорнути практично на місці